# Neosarmatium laeve
Neosarmatium laeve is een krabbensoort uit de familie van de Sesarmidae. De wetenschappelijke naam van de soort werd in 1869 voor het eerst geldig gepubliceerd door Alphonse Milne-Edwards.